# Kolínské kurfiřtství
Kolínské kurfiřtství (německy Kurfürstentum Köln, zkráceně Kurköln) bylo církevní knížectví Svaté říše římské existující od 10. do počátku 19. století. Skládalo se z tzv. Hochstiftů, církevních držav kolínského arcibiskupa, který jim zároveň ve své vlastní osobě vládl jako kurfiřt. Kurfiřtství by nemělo být zaměňováno s římskokatolickou Kolínskou arcidiecézí, která byla rozsáhlejší a nad kterou měl arcibiskup-kurfiřt pouze duchovní autoritu. V Říši byla pouze dvě podobná církevní knížectví (kurfiřtství), a to Mohučské kurfiřtství a Trevírské kurfiřtství.
Arcibiskup kolínský byl zároveň arcikancléřem italským, což bylo jedno ze tří titulárních království Svaté říše římské, ostatní dvě představovalo Německo (arcibiskup mohučský) a Burgundsko (arcibiskup trevírský). Hlavním městem kurfiřtství byl Kolín nad Rýnem. Konflikty s kolínskými měšťany ale zapříčinily, že se kurfiřt koncem 16. stol. přestěhoval do Bonnu. Po roce 1475 bylo uznáno svobodné říšské město Kolín a tím pádem bylo město vyjmuto i z nominální světské autority kurfiřta. Kolín nad Rýnem a Bonn v roce 1794 obsadila Francie. Pravobřežní državy kurfiřtství byly v roce 1803 sekularizovány v průběhu Finálního usnesení mimořádné říšské deputace.
Území Kolínského kurfiřtství bylo menší než kolínské církevní provincie, do které kromě kolínské arcidiecéze, zahrnovala navíc sufragánní diecéze jako např. Liége a Münster.

## Historie
Kolín (německy Köln) byl původně antickým římským městem Colonia Agrippina, nacházejícím se v provincii Dolní Germánie (Germania Inferior) a byl sídlem biskupa už v dobách starověkého Říma. V roce 953 získali kolínští arcibiskupové poprvé významnější světskou moc, poté co byl biskup Bruno jmenován svým bratrem císařem Otou I. vévodou. Císař Ota odkázal svému bratru Brunovi výsady světských knížat s cílem oslabit moc světské nobility, která ohrožovala jeho vliv. Jednalo se o počátek Kolínského kurfiřtství. To bylo tvořeno dědičnými državami arcibiskupství a nakonec zahrnovalo i pás území okolo levého břehu Rýna východně od Jülichu a vévodství Vestfálského na druhé straně Rýna, s výjimkou vévodství Berg a Mark.

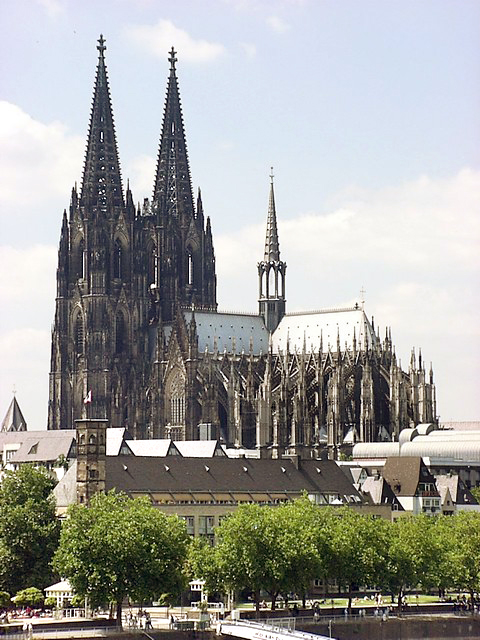
Katedrála sv. Petra v Kolíně nad Rýnem

Od konce 12. století byl arcibiskup kolínský jedním ze sedmi volitelů císaře Svaté říše římské. Kromě toho, že byl kurfiřtem, byl zároveň italským arcikancléřem, a to technicky vzato od roku 1238 nepřetržitě až do roku 1803. V bitvě u Worringenu v roce 1288 byl arcibiskup zajat městskými vojáky a byl přinucen poskytnout Kolínu téměř úplnou autonomii. Nakonec se arcibiskup přesunul do Bonnu, aby se vyhnul právním konfliktům s vedením města. Později, v roce 1475 se stal Kolín Svobodným říšským městem zcela nezávislým na arcibiskupovi. První pogrom proti Židům proběhl v roce 1349, kdy byli použiti jako obětní beránek za Černou smrt, a proto byli upáleni. Politické napětí dále vznikalo v otázkách daní, veřejných výdajů, regulace podnikání a dozoru nad trhem stejně jako v otázkách mezí samostatnosti.
Význam dálkového obchodu v Pobaltí rostl, protože hlavní obchodní města se spojila do tzv. Hanzy pod vedením Lübecku. Jednalo se o obchodní alianci obchodujících měst a jejich gild, které ovládaly obchod při pobřeží severní Evropy, vzkvétaly od 13. do 16. stol. a pokračovaly s menším významem i poté. Nejdůležitějšími městy byl právě Kolín na řece Rýn, Hamburg a Brémy při pobřeží Severního moře a Lübeck v Pobaltí. Hospodářská struktura středověkého a raně novověkého Kolína nad Rýnem byla založena na hlavním městském říčním přístavu, který byl významným dopravním uzlem a na něm závislých kupcích, kteří navazovali vztahy s obchodníky v ostatních hanzovních městech.

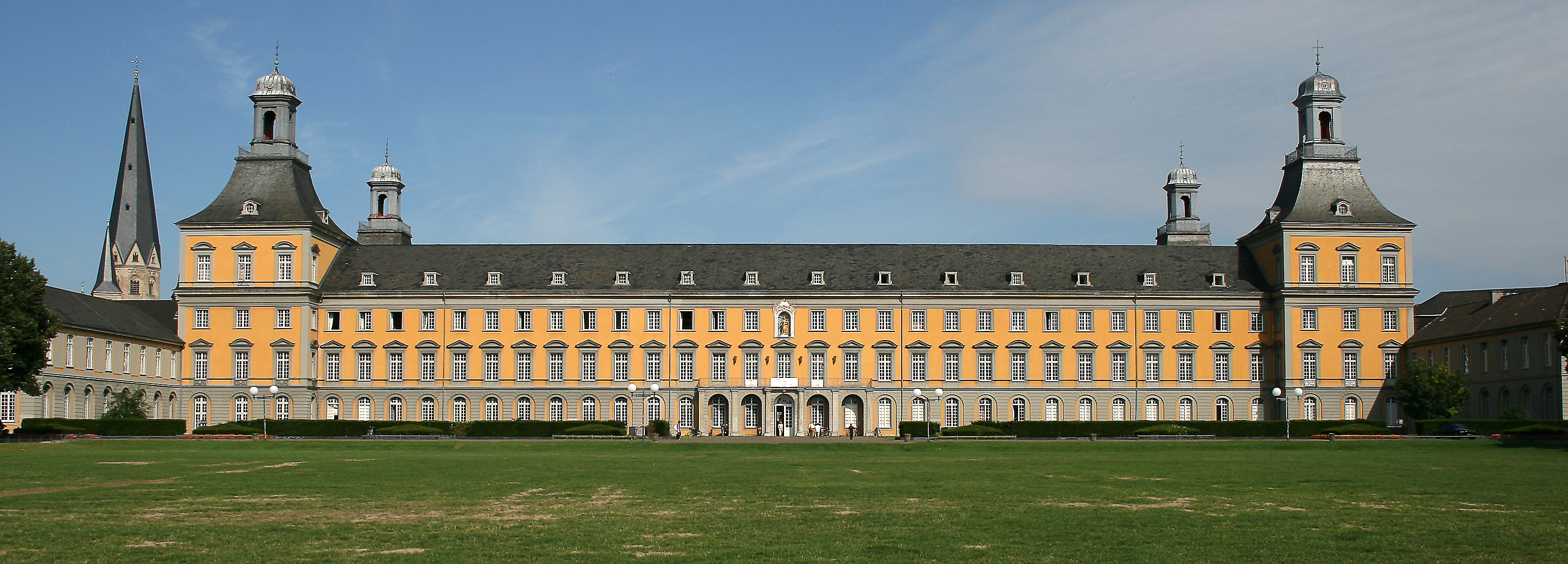
Někdejší palác kurfiřta v Bonnu, nyní univerzita Bonn

V průběhu 16. stol. konvertovali dva kolínští arcibiskupové k protestantství. První z nich, Hermann von Wied na nátlak odstoupil z arcibiskupského stolce, ale Gebhard Truchsess von Waldburg, který v roce 1582 konvertoval ke kalvinismu, se pokusil o sekularizaci arcibiskupství. Uzavření sňatku v únoru následujícího roku a neochota vzdát se ovládaných území vyústily ve volbu konkurenčního arcibiskupa a kurfiřta – Arnošta Bavorského, bratra bavorského vévody z rodu Wittelsbachů. V následující kolínské válce papež financoval italské a španělské žoldnéře a katolické Bavorsko taktéž poskytlo armádu na Arnoštovu podporu, zatímco protestantské Nizozemí podporovalo Waldburga. Válka kurfiřtství hospodářsky zruinovala a řada měst a vesnic byla obležena a zničena. Obléhání pevnosti Godesberg od listopadu do prosince roku 1583 skončilo destrukcí hradu a pobitím většiny jeho obyvatel. Po několika dalších obléháních se von Waldburg vzdal svého nároku na biskupský stolec a uchýlil se společně se svojí ženou do Štrasburku. Arnošt se stal arcibiskupem, což byl první větší úspěch protireformace v Německu. Pod Arnoštovým vedením pak na znovuzavedení katolicismu dohlíželi jezuité. V letech 1583 až 1761 bylo arcibiskupství fakticky sekundogeniturou bavorské větve rodu Wittelsbachů. Vzhledem k tomu, že arcibiskup kolínský v tomto období ovládal i biskupství münsterské (a často také biskupství Liége), byl jedním z nejdůležitějších knížat v severozápadním Německu.
Od roku 1597 až do roku 1794 bylo rezidencí kurfiřta město Bonn a tím pádem bylo v podstatě hlavním městem kolínského kurfiřtství.
Po roce 1795 byla území kurfiřtství na levém břehu Rýna okupována Francií a formálně anektována roku 1801. Kolín byl součástí departmentu Roer; Bonn byl součástí departmentu Rhin-et-Moselle. V roce 1803 byl sekularizován i zbytek arcibiskupství, přičemž vévodství Vestfálské bylo poskytnuto Hesensko-Darmstadtsku a Vest Recklinghausen vévodovi z Arenbergu. Nicméně sídlo katolického arcibiskupa bylo v Kolíně nad Rýnem v roce 1824 obnoveno a je arcidiecézí až do současnosti.